# Roux
Roux (vallonul: El Rou-dlé-Tchålerwè, a helyi dialektusban: Au Roû) település a belgiumi Hainaut tartományban található Charleroi város része. A települést, amelynek területe 5,46 km² és lakossága kb. 9100 fő, 1977-ben vonták össze a közeli nagyvárossal, és a Brüsszel-Charleroi csatorna osztja két részre.
Roux és a szomszédos Monceau-sur-Sambre területén található egy nagy rendezőpályaudvar. A településen található még számos farm, valamint biztonsági őrök képzésével foglalkozó közelharc-iskola.

## Az 1886-os sortüzek
1885-86 telén a vallonok elégedetlensége számos tüntetésben, sztrájkban robbant ki. Az első megmozdulások Liège-ben és hamarosan más városokra is átterjedtek, a zavargások és gyárgyújtogatások megfékezésére kivezényelt csendőrök és katonák rálőttek a tüntetőkre. Ezt történt roux-i Bougard üveggyárban is, ahol a sortűznek 12 áldozata volt.
A zavargásokat megelőző évtizedekben a belga szociális és munkajogi szabályozás meglehetősen hátrányos, helyenként kétségbeejtő körülményeket teremtett a munkásoknak, az ország gazdasági fejlődése és az általánosan növekvő jólét ellenére. Általános volt a rendkívül hosszú munkanap (hajnali 5 és este 19 között nyáron), túlzsúfolt lakások, nők és gyermekek kizsákmányolása, valamint a munkásokkal szemben elkövetett visszaélések (például fizetések visszatartása, vagy természeben juttatásokkal való helyettesítése).
A helyzet odáig fajult, hogy 1886. november 9-én maga a király vette a védelmébe a munkásokat és felszólította a kormányt és a parlamentet, hogy alkosson törvényeket a munkások jogainak garantálására. Ettől kezdve sorra születtek a munkások helyzetének javítását célzó intézkedések. Egy újabb általános sztrájkot követően 1893-ban a férfiaknak megadták az általános választójogot, a korábbi vagyon-alapú cenzus helyett.

## Vallónia a sztrájkból született?
Ezzel a címmel tartottak egy konferenciát 1986-ban, száz évvel a sztrájk kitörése után Liège-ben. Mateo Alaluf vetette fel azt az ötletet, hogy a vallon identitástudatot az 1886 és 1961 közötti nagy munkabeszüntetések formálták leginkább. Valóban ebben az időben számos sztrájk volt, amelyeket a munkások helyzetének javítása érdekében hirdettek meg: 1886-ban, 1893-ban (a választójogért), 1902, 1913, 1932, 1950 (III. Lipót belga király visszatérése ellen) és 1960-1961-ben a kormány takarékossági programja értelmében. Ekkor már Vallónia önállósága is elhangzott, mint a munkások egyik követelése.

## Lásd még
- Léopold Genicot, Nouvelle histoire de la Wallonie, Bruxelles, p. 190.